# Kisan Mazdoor Praja Party
Die Kisan Mazdoor Praja Party (KMPP, Hindi किसान मजदूर प्रजा पार्टी, „Partei der Bauern- und Arbeiterbevölkerung“) war eine politische Partei in Indien, die zwischen 1951 und 1952 existierte. Sie wurde kurz vor der Parlamentswahl 1951/1952 von ehemaligen Anhängern der Kongresspartei unter Führung Jivatram Kripalanis gegründet und vereinigte sich nach der Wahl, bei der sie eher enttäuschend abgeschnitten hatte, mit der Sozialistischen Partei Indiens zur Praja Socialist Party (Volkssozialistischen Partei).

## Parteigeschichte

### Vorgeschichte bis zur Gründung
Die KMPP wurde durch Personen gegründet, die in den Jahren 1950 und 1951 mit der Kongresspartei gebrochen hatten. An ihrer Spitze stand Jivatram Kripalani. Kripalani entstammte einer Hindu-Familie aus dem Sindh und gehörte zu den früher Anhängern Mohandas Gandhis. Schon 1917 hatte er sich ihm angeschlossen. Von 1934 bis 1946 war er Generalsekretär des Kongresses und im November 1946 wurde er zu dessen Präsidenten gewählt. Diese Position befriedigte Kripalani jedoch nicht. Nach seinen Vorstellungen hätte er eine Vermittlerrolle zwischen dem Volk, der Kongresspartei-Organisation und der 1947 nach der Unabhängigkeit neu gebildeten Interims-Regierung unter Premierminister Jawaharlal Nehru und dessen Innenminister Vallabhbhai Patel einnehmen sollen. Die Regierung betrachtete sich jedoch als eine von der Parteiführung unabhängige Institution. Kripalani hatte als Parteipräsident wenig Einfluss auf die Regierungsgeschäfte und fühlte sich andererseits insbesondere durch den Einfluss Patels auch in den Parteigremien zunehmend an den Rand gedrängt. Schließlich erklärte Kripalani auf Drängen Gandhis, dem die Differenzen zwischen Regierung und Kongressparteiführung nicht verborgen geblieben waren, im November 1947 seinen Rücktritt vom Amt des Parteipräsidenten. Zu seinem Nachfolger im Amt wurde Rajendra Prasad gewählt.
Im Jahr 1950 kandidierte Kripalani erneut für die Präsidentschaft der Kongresspartei auf deren Parteiversammlung in Nashik. Sein Haupt-Gegenkandidat war Purushottam Das Tandon, der von Patel unterstützt wurde. Während Premierminister Nehru die sozialistisch-säkulare Richtung innerhalb der Kongresspartei vertrat, gehörten Tandon und Patel zum Flügel der Kongresspartei, der konservativer gesinnt war und der hinduistischen Mehrheitskultur in der neuen indischen Republik größeres Gewicht einräumen wollte. Nehru, dessen Abneigung gegen die Ansichten Tandons bekannt war, hielt sich zur Enttäuschung Kripalanis bei der Abstimmung mit einer Parteinahme zurück, möglicherweise um nicht in offenen Konflikt mit Patel zu geraten. Zu den Hauptunterstützern Kripalanis bei der Wahl gehörte der Muslim Rafi Ahmed Kidwai aus Uttar Pradesh. Im Ergebnis wurde Tandon gegen Kripalani mit 1306 zu 1092 Stimmen zum neuen Parteipräsidenten gewählt.
Rund zwei Wochen nach der parteiinternen Wahl gaben Kripalani und Kidwai die Bildung einer „Demokratischen Front“ innerhalb der Kongresspartei bekannt, die etwa 50 gewählte Kongress-Abgeordnete aus verschiedenen Bundesstaaten umfasste. In einer Erklärung zur Begründung hieß es, dass die Fraktion „die Kongresspartei-Organisation mit neuer Energie erfüllen“ wolle und diese „vom korrumpierenden Einfluss der Machtpolitik befreien“ und sie „demokratischer und der Sache dienlicher“ machen wolle. Die Kongress-geführten Regierungen hätten die Minimal-Erwartungen des Volkes bisher nicht erfüllt und der Kongress selbst sei durch „unverantwortliche, autoritäre Kräfte bedroht“. Die Kongresspartei bemühte sich in der Folgezeit, die gebildete Fraktion wieder aufzulösen, was jedoch nicht gelang. Am 4. Mai 1951 forderten Nehru und Abul Kalam Azad die Mitglieder der „Front“ eindringlich auf, diese wieder aufzulösen. Die Mitglieder derselben beschlossen, diese aufzulösen, und Näheres auf einer Zusammenkunft einen Monat später zu entscheiden. Danach entfalteten sich rege Aktivitäten, um die sich abzeichnende Abspaltung der Gruppierung von der Kongresspartei doch noch aufzuhalten.
Die angekündigte Konferenz der Demokratischen Front fand am 16./17. Mai 1951 in Patna statt. Sie endete mit der Gründung einer neuen Partei, der Kisan Mazdoor Praja Party. Kripalani erklärte am 17. Mai 1951 nach 30-jähriger Mitgliedschaft seinen Austritt aus der Kongresspartei. Die drei prominentesten Personen der neuen Partei waren Kripalani, T. Prakasam (in Madras) und Prafulla Chandra Ghosh (in Westbengalen). Rafi Ahmed Kidwai blieb dagegen weiter in der Kongresspartei.

### Die Wahlen 1951/52
| Bundesstaat       | KMPP Abgeordnete/ Abgeordnete insgesamt |
| ----------------- | --------------------------------------- |
| Assam             | 1/105                                   |
| Bihar             | 1/330                                   |
| Bombay            | 0/315                                   |
| Madhya Pradesh    | 8/232                                   |
| Madras            | 35/375                                  |
| Orissa            | 0/140                                   |
| Punjab            | 0/126                                   |
| Uttar Pradesh     | 1/429                                   |
| Westbengalen      | 15/238                                  |
| Hyderabad         | 0/175                                   |
| Madhya Bharat     | 0/99                                    |
| Mysore            | 8/99                                    |
| P.E.P.S.U         | 1/60                                    |
| Rajasthan         | 1/160                                   |
| Saurashtra        | 0/60                                    |
| Travancore-Cochin | 0/108                                   |
| Ajmer             | 0/30                                    |
| Bhopal            | 0/30                                    |
| Coorg             | 8/28                                    |
| Delhi             | 0/48                                    |
| Himachal Pradesh  | 3/36                                    |
| Vindhya Pradesh   | 3/60                                    |
| Zusammen          | 77/3279                                 |

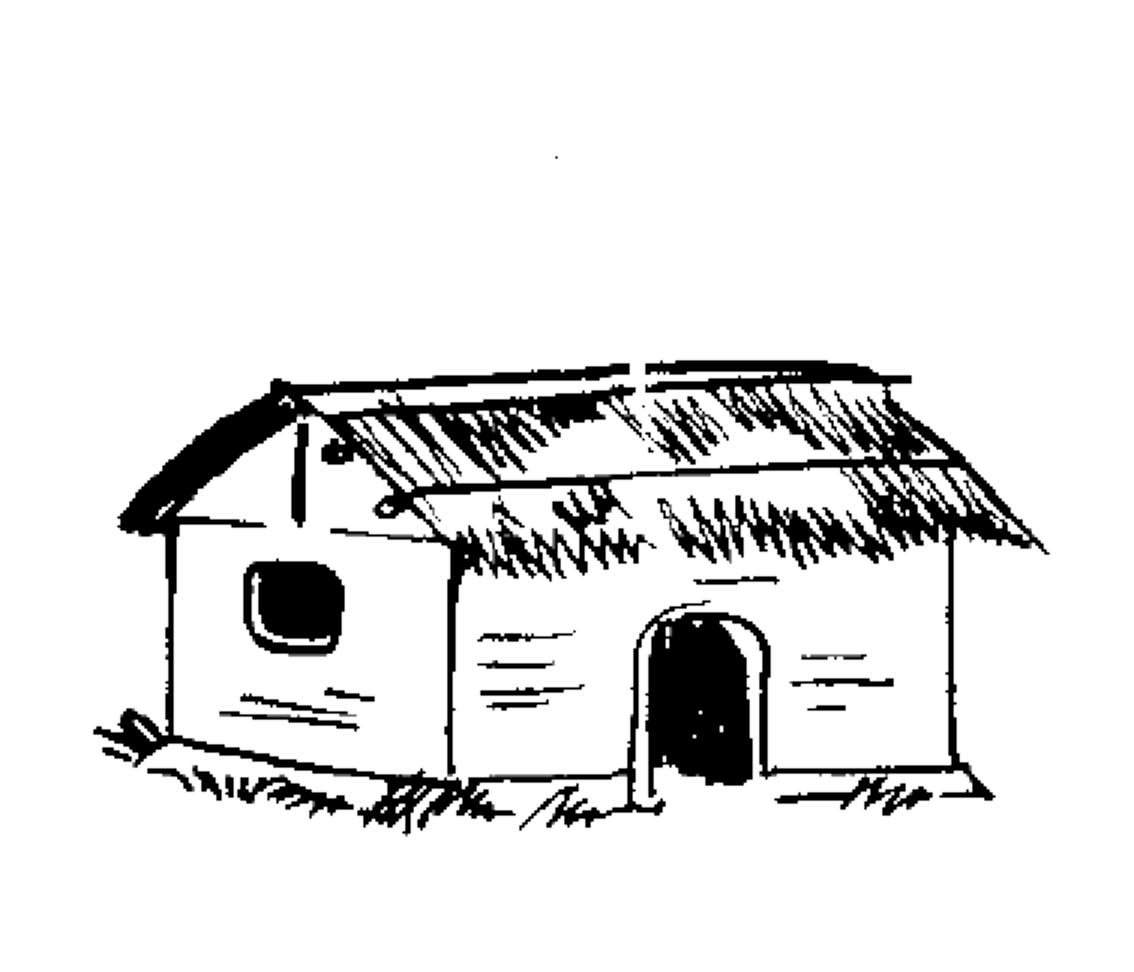
Eine Hütte – das Symbol der KMPP auf Stimmzetteln bei den Wahlen 1951/52

Schon vor der ersten Parlamentswahl 1951/52 in der neu gegründeten Republik Indien war den Oppositionsparteien klar, dass es schwierig sein würde, sich gegen die dominierende Kongresspartei durchzusetzen. Die Wahl fand in 401 Wahlkreisen statt und es galt das relative Mehrheitswahlrecht, d. h. der Kandidat mit den meisten Stimmen gewann den Wahlkreis. Eine große Partei, wie die Kongresspartei war dadurch stark begünstigt. Insbesondere die Sozialistische Partei als größte Oppositionspartei versuchte daher im Vorfeld der Wahl, Wahlabsprachen mit den Kandidaten der anderen Oppositionsparteien zu treffen um die Stimmen der Opposition nicht zu sehr zu zersplittern. Nach mehreren Treffen zwischen dem Sozialistenführer Jayaprakash Narayan und Kripalani schloss die Sozialistische Partei ein Wahlkampfabkommen mit der KMPP. Das Wahlergebnis war sowohl für die Sozialistische Partei, als auch für die KMPP enttäuschend. Die Sozialistische Partei erhielt landesweit 10,6 % der Stimmen und gewann 10 Wahlkreise (2,1 %, bei insgesamt 254 Kandidaten). Die KMPP erzielte 5,8 % der Stimmen und entsandte 9 Abgeordnete in das Parlament (2,0 %, bei insgesamt 145 Kandidaten). Die Kongresspartei erzielte 45 % der Stimmen und gewann damit 364 Abgeordnetenmandate (74 %, bei 479 Kandidaturen). Die 9 Abgeordneten der KMPP kamen aus Madras (6), Mysore (1), Delhi (1) und Vindhya Pradesh (1). Auch in den Wahlen zu den bundesstaatlichen Parlamenten erzielte die KMPP Ergebnisse, die unter den Erwartungen lagen.

### Vereinigung mit der Sozialistischen Partei
Am 1. Juni 1952, einige Monate nach der Wahl und nach einigen Treffen zwischen Kripalani, Narayan und Asoka Mehta wurde eine gemeinsame Erklärung bekanntgegeben, in der als Ziel die Bildung einer einheitlichen parlamentarischen Partei aus der bisherigen Sozialistischen Partei und der KMPP proklamiert wurde. Das gemeinsame Programm forderte eine egalitäre sozialistische Ordnung, die Verstaatlichung von Schlüsselindustrien, ein Bürgerrechtsprogramm und das Prinzip des Swadeshi, d. h. der wirtschaftlichen Autarkie und Selbstgenügsamkeit. Ein Gründungsparteitag mit Delegierten aus beiden Parteien fand am 26./27. September 1952 in Bombay statt. Die neue Partei erhielt den Namen Praja Socialist Party.